# C. F. Sparks Machine Company
C. F. Sparks Machine Company war ein US-amerikanischer Hersteller von Automobilen, Motoren und Booten.

## Unternehmensgeschichte
Das Unternehmen hatte seinen Sitz in Alton in Illinois. 1903 stellte es einige Automobile her. Der Markenname lautete Sparks. 1904 wurden Motoren angeboten. Der wichtigste Geschäftszweig war die Herstellung von Yachten.
1914 verkaufte C. S. Sparks das Unternehmen an ein Syndikat aus St. Louis.
Es gab keine Verbindung zur Sparks Automobile Company, die ab 1899 den gleichen Markennamen für ihre Personenkraftwagen verwendete.

## Produkte
Die Personenkraftwagen entstanden nach Kundenaufträgen. Ein Käufer war Oscar J. Conrad. Eine Abbildung zeigt einen Runabout.
Die angebotenen Motoren waren Zweizylinder-Boxermotoren. Sie leisteten zwischen 12 und 15 PS.
Für Boote wurden Vierzylinder-Viertaktmotoren angeboten.
In einem Magazin über Motorboote vom November 1908 wurde eines der Schiffe beschrieben. Es hatte einen Vierzylinder-Viertaktmotor mit 20 PS Leistung. Die Länge betrug 12,5 Meter (41 Fuß).